# Бонне, Луи-Марен
Луи́-Маре́н Бонне́ (фр. Louis-Marin Bonnet; 1736 или 1743, Париж — 12 октября 1793, Сен-Манде) — французский рисовальщик, гравёр и издатель эстампов эпохи рококо, выдающийся мастер офорта в технике «карандашной» и «пастельной» манеры.

## Биография
Луи-Марен родился в Париже в семье Марена Бонне (или Боне) и Мари Анн Кудре. 19 февраля 1770 года он женился на Жанне Генриетте Левьей в Париже в церкви Сен-Северин. С 1757 года он был учеником Жана-Шарля Франсуа, затем — Жиля Демарто. Прославился цветными гравюрами, воспроизводящими рисунки А. Ватто, Ф. Буше, Ш.-А. Ван Лоо, Ж.-Б. Юэ. Бонне воспроизводил главным образом сложные рисунки пастелью, используя до восьмидесяти досок на одну гравюру. Он применял кроющие краски, дающие матовый тон, и тонированную бумагу. Пробелы он воспроизводил печатью белилами с отдельной доски. Бонне даже имитировал золотистые рамки, окаймляющие оригиналы рисунков. Такая техника получила название «пастельная манера».
В 1765—1767 годах французский мастер работал в Санкт-Петербурге, где выполнил несколько гравюрных портретов в «карандашной манере» императрицы Екатерины II и наследника Павла Петровича по рисункам Жана-Луи де Велли, затем вернулся в Париж и открыл собственную мастерскую.
Демонстрируя свой талант и новую технику, он в 1769 году награвировал голову Флоры по оригиналу Ф. Буше, для печати которой потребовалось восемь матриц. Результат прекрасно имитирует настоящий рисунок пастелью. В 1769 году Бонне подробно описал свою технику в книге «Пастель в гравюре, изобретённая и выполненная Луи Бонне» (Le pastel en gravure inventé et exécuté par L. B.). Его мастерская и лавка по продаже рисунков и гравюр располагалась в Париже на углу улиц Сен-Жак и Паршеминри.
Бонне подписывал свои работы как Bonnet, иногда Marin или Tennob. Сохранилось 800 эстампов, среди которых портреты Людовика XIV, Екатерины II и других известных лиц. Каталог коллекции гравюр, изданный им в 1780 году, насчитывает 1054 номера, но не все произведения принадлежат мастеру, большинство из них изготовлено под его руководством в его мастерской. Они имеют маркировку «Bonnet direxit» («Выпущено Бонне»).

## Галерея

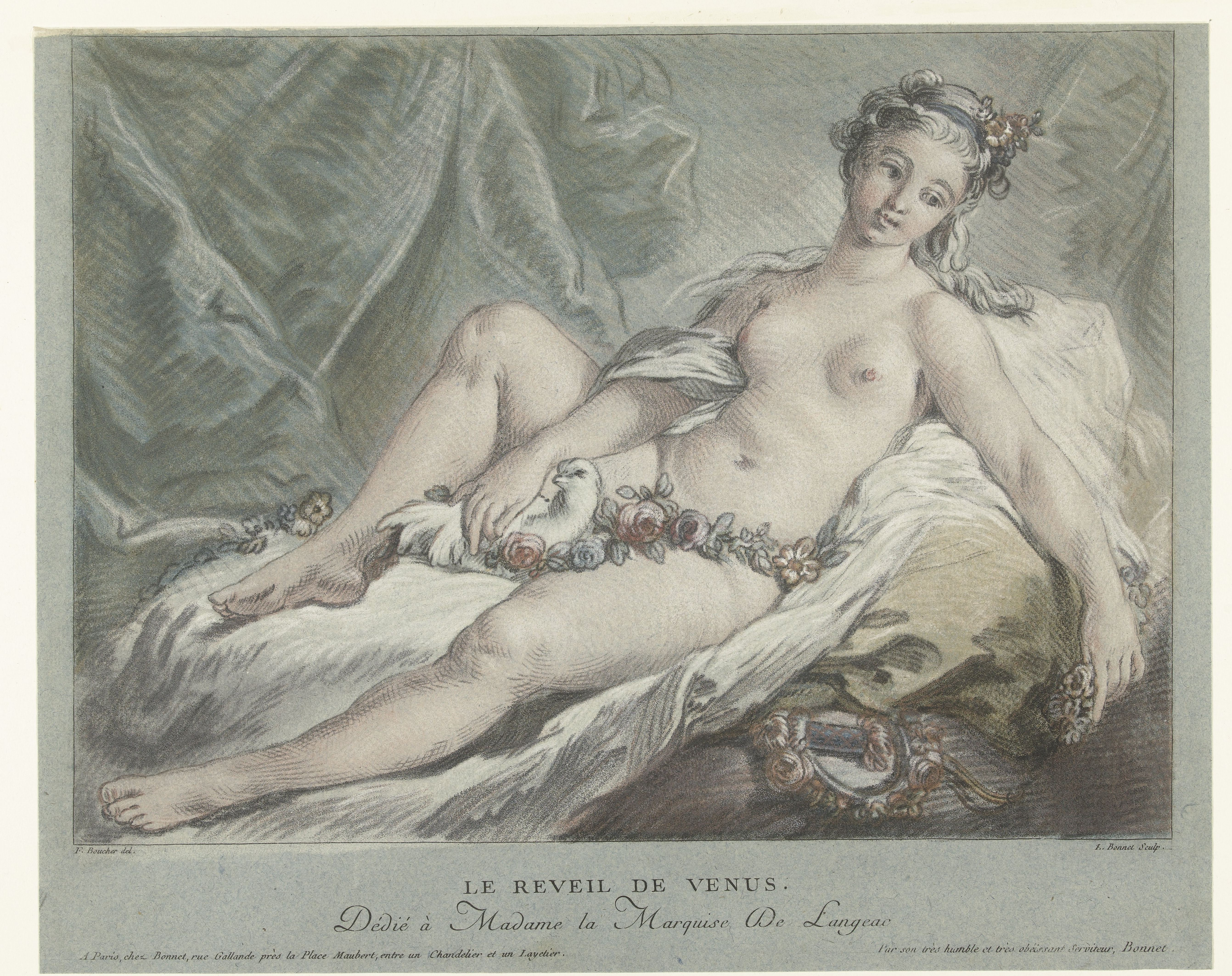
Пробуждающаяся Венера. По рисунку Ф. Буше. 1769—1770. Карандашная манера на голубой бумаге. Рейксмюсеум, Амстердам
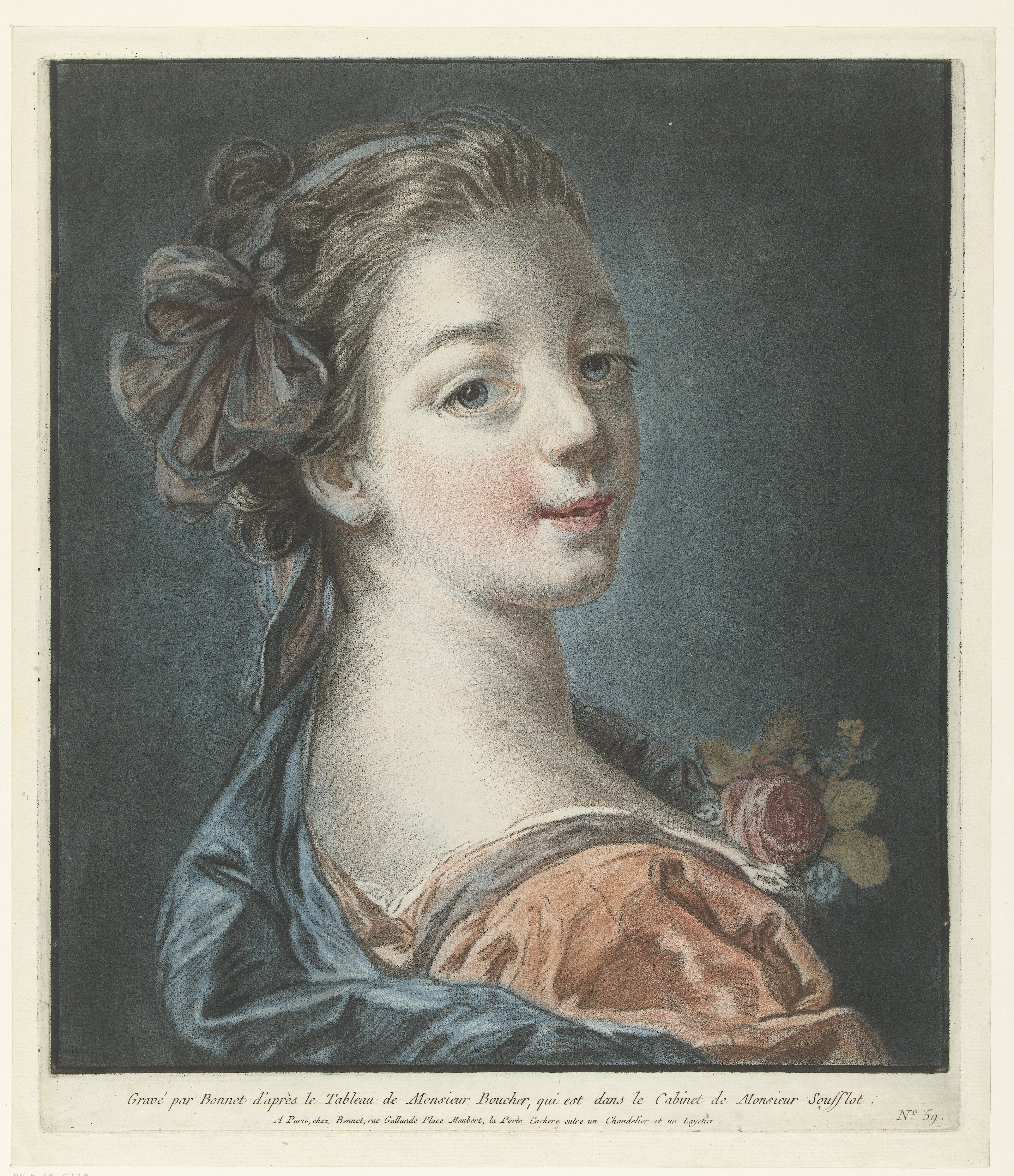
Бюст молодой женщины с бантом в волосах. По рисунку Ф. Буше. Между 1769 и 1793. Карандашная манера. Рейксмюсеум, Амстердам
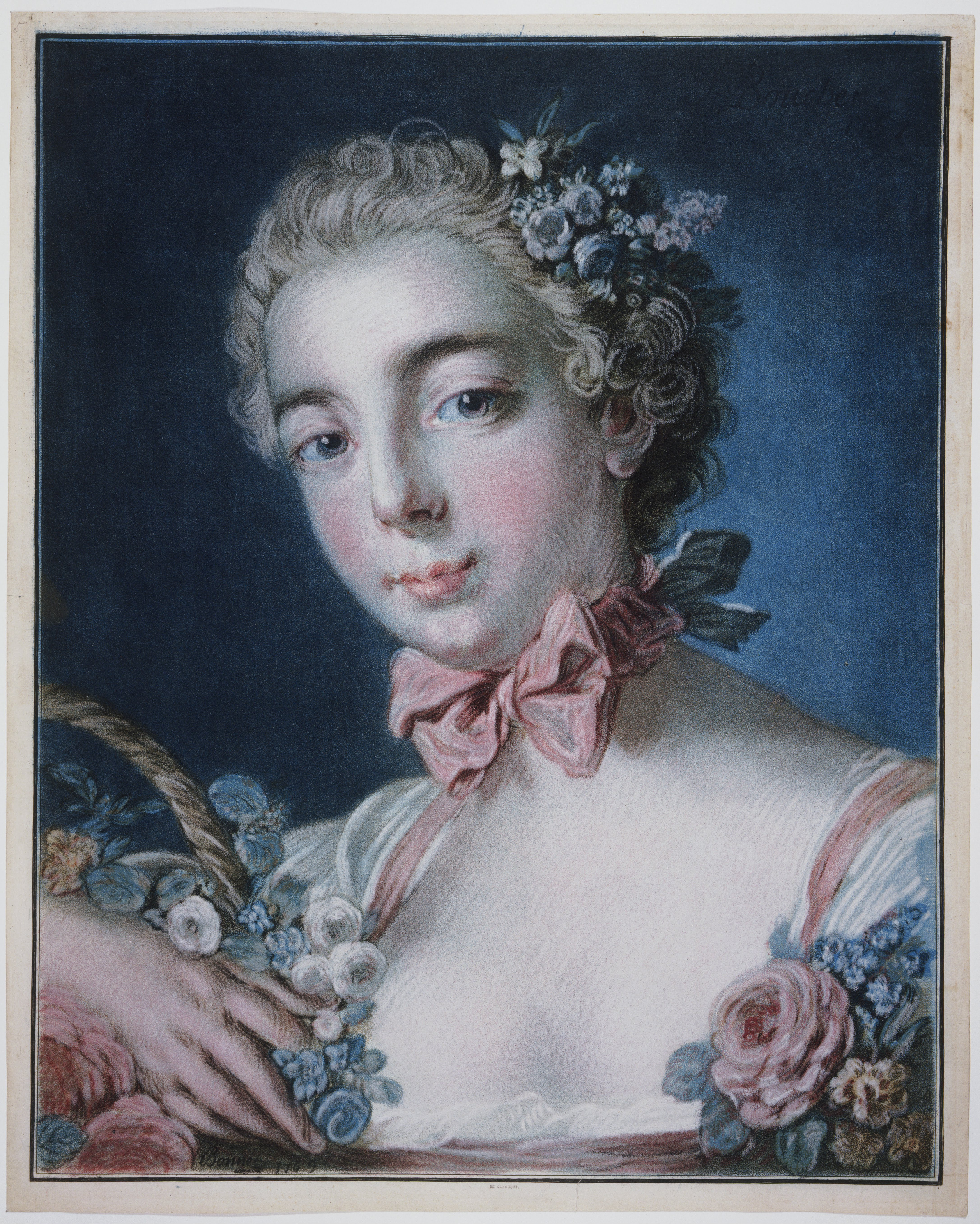
Голова Флоры (Мари Амели Бодуен). По рисунку Ф. Буше. 1769. Цветная гравюра в пастельной манере. Художественный музей Филадельфии
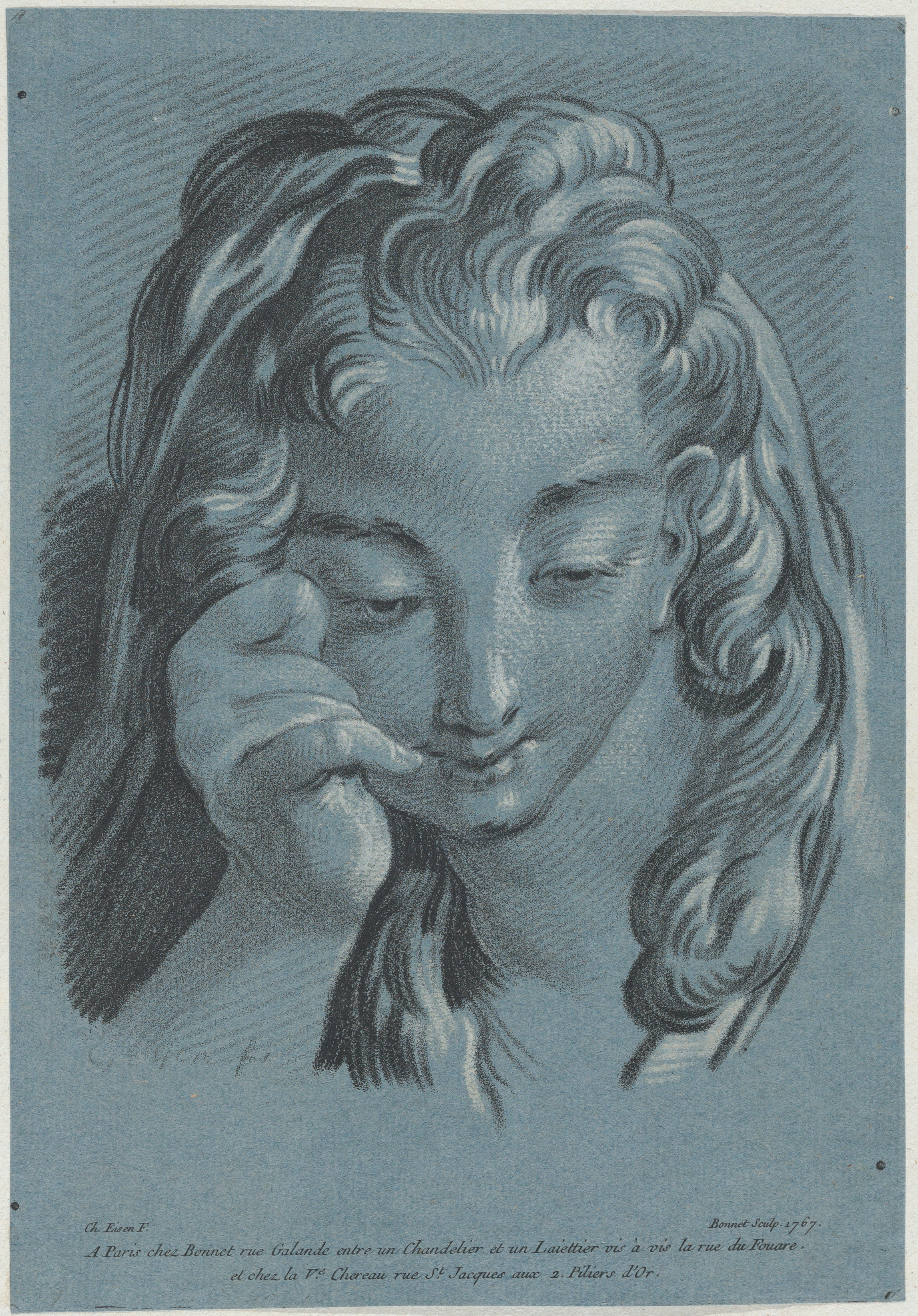
Голова женщины. По рисунку Ш. Эйзена. 1767. Пастельная манера по голубой бумаге. Метрополитен-музей, Нью-Йорк
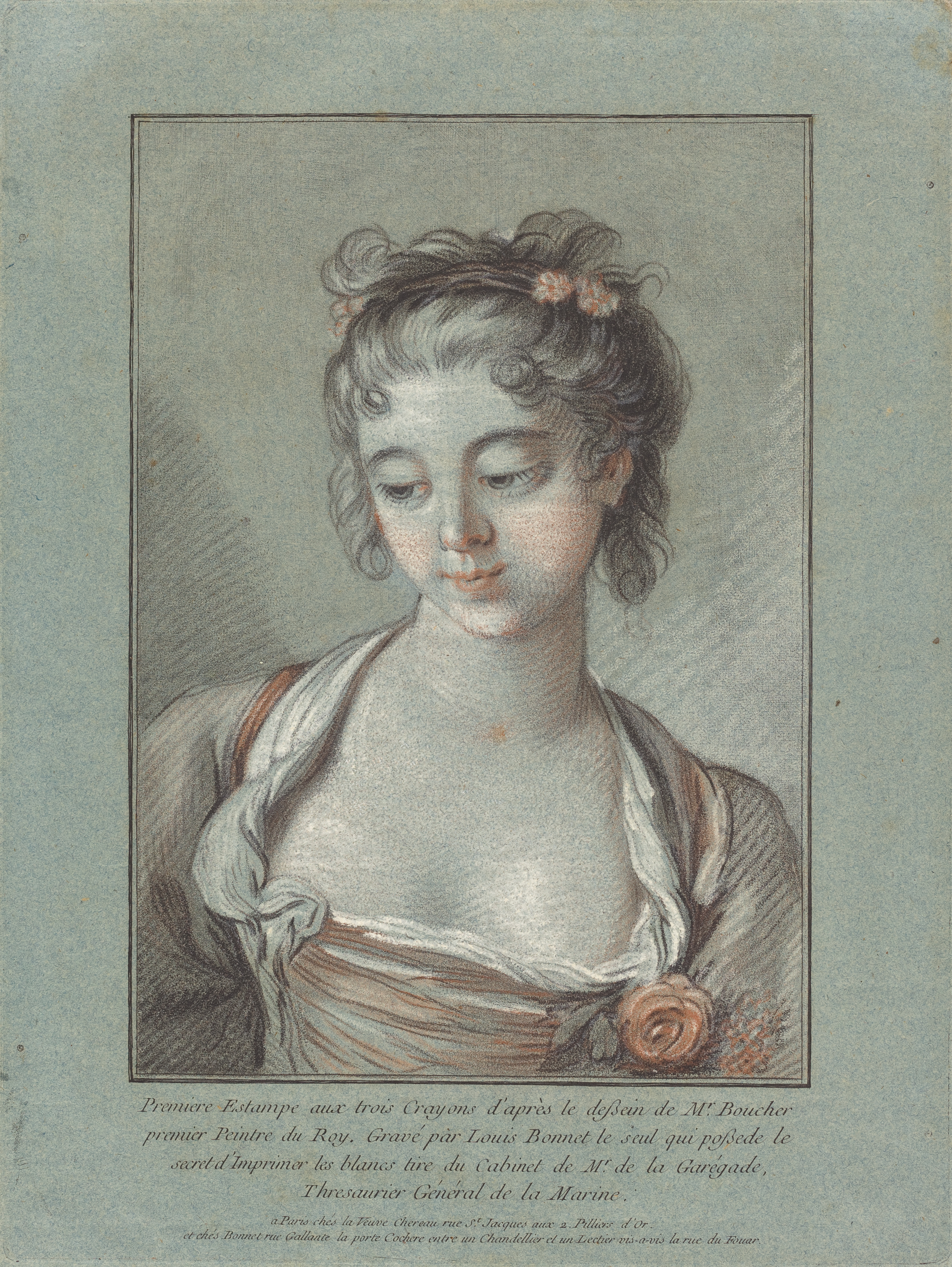
Бюст молодой женщины. По рисунку Ф. Буше. 1765—1767. Карандашная манера по серой бумаге. Национальная галерея искусства, Вашингтон
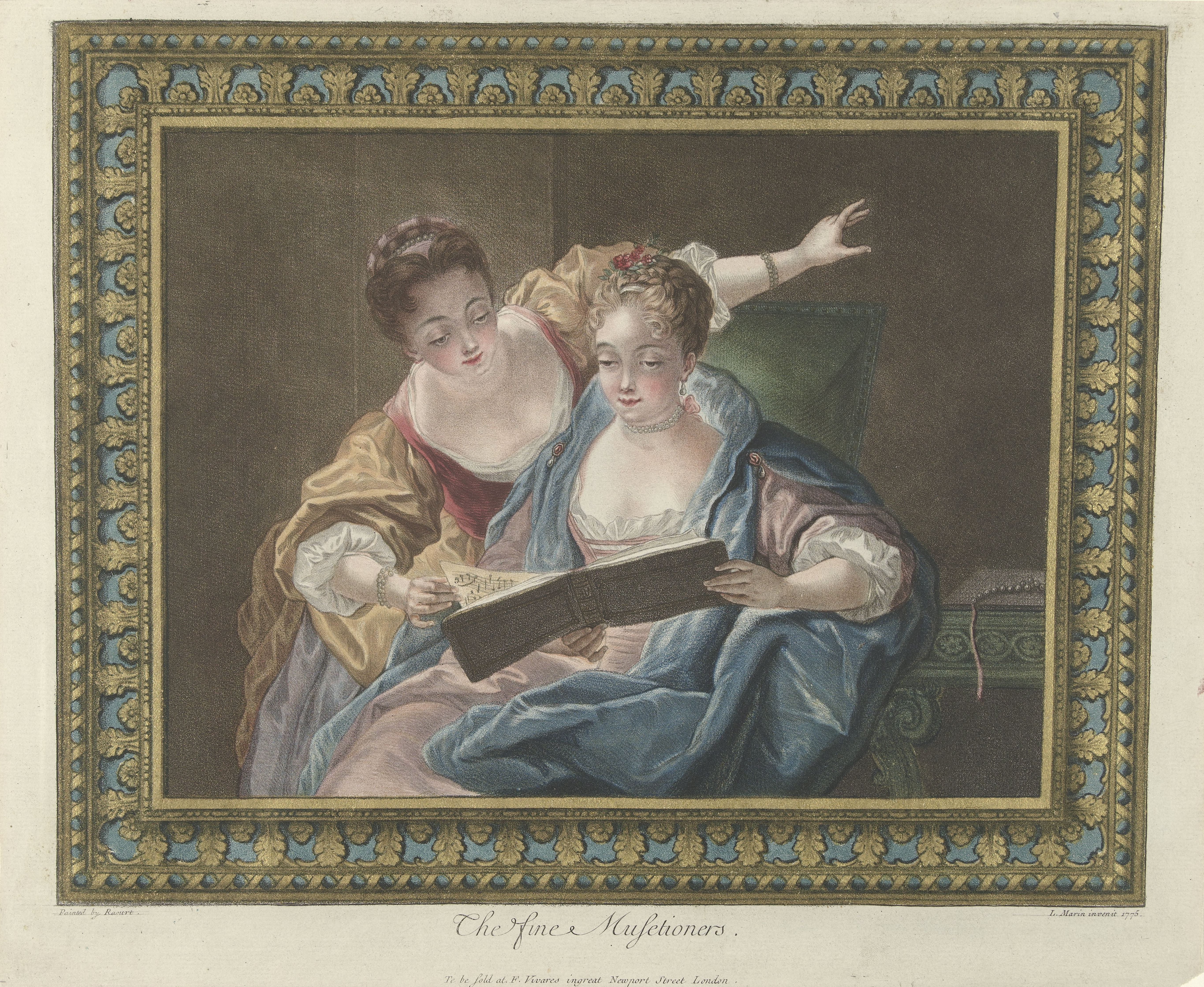
Две музицирующие дамы. 1775. Пастельная манера. Рейксмюсеум, Амстердам